# Equació de Clausius-Mossoti
En física, l'equació de Clausius-Mossoti relaciona la permitivitat del medi {\displaystyle \epsilon } en termes de les propietats moleculars, per tant, assumint l'expressió aproximada per al camp total en un medi dielèctric amb simetria cúbica:
{\displaystyle \mathbf {E} _{tot}=\mathbf {E} _{extern}+{\frac {\mathbf {P} }{3}}},
on {\displaystyle \mathbf {P} } és el vector polarització elèctrica com es coneix normalment.
El factor que acompanya {\displaystyle \mathbf {P} } pot ser diferent de {\displaystyle {\frac {1}{3}}} tot i que s'ha assumit que és l'ordre correcte de magnitud.
Per dielèctrics lineals,
{\displaystyle \mathbf {P} =N\alpha \left(\mathbf {E} +{\frac {\mathbf {P} }{3}}\right)}
{\displaystyle (\epsilon -1)\mathbf {E} =N\alpha \left(\mathbf {E} +{\frac {\epsilon -1}{3}}\mathbf {E} \right)}
{\displaystyle {\frac {(\epsilon -1)}{(\epsilon +2)}}={\frac {N\alpha }{3}}},
on N és el nombre de molècules per unitat de volum i {\displaystyle \alpha } és la polarizabilitat molecular.
Donat que {\displaystyle \epsilon =(4\pi \chi +1)}, substituint en l'equació anterior:
{\displaystyle \chi ={\frac {N\alpha }{1/4\pi N\alpha /3}}}
Com que aquesta expressió va ser derivada originalment per a valors amb baixos valors de N, es compleix per a materials no polars més densos.